# ملعب شنغهاي الداخلي
ملعب شنغهاي الداخلي يُعرف أيضًا باسم مسرح شنغهاي الكبير، وهي صالة للألعاب الرياضية متعددة الأغراض في شانغهاي تستخدم في الغالب لمباريات كرة السلة.